# ゲブレグジャベル・ゲブレマリアム
ゲブレグジャベル・ゲブレマリアム（Gebregziabher Gebremariam、1984年9月10日 - ）はエチオピアの陸上競技選手。専門は長距離走。アテネオリンピック男子5000mエチオピア代表。ティグレ州出身。夫人は同じエチオピアの陸上長距離選手ウェルクネシュ・キダネである。

## 略歴
2002年、第9回世界ジュニア陸上競技選手権大会では10000m優勝、5000m3位の成績を残した。同年、第30回世界クロスカントリー選手権大会ジュニアで優勝し、クロスカントリーでも世界ジュニアチャンピオンに輝いている。翌2003年、18歳のゲブレマリアムはオールアフリカゲームズ（All-Africa Games）10000mでシレシ・シヒネに次ぐ2位となり、19歳となった直後には第1回IAAFワールドアスレチックファイナル5000mで3位入賞を成し遂げるなど、大きな印象を残した。
2004年3月、ブリュッセルで出場した第32回世界クロスカントリー選手権ではロング・ショートともに同じエチオピア代表のケネニサ・ベケレに次ぐ2位となり銀メダルを獲得した。ベケレ、デジェネ・ビルハヌとともにアテネオリンピック男子5000mエチオピア代表に選出され、5000m決勝ではケニアのエリウド・キプチョゲから0.25秒差の4位となった。第2回IAAFワールドアスレチックファイナル、翌2005年の第3回IAAFワールドアスレチックファイナル5000mではともに4位となった。2007年世界陸上競技選手権大阪大会10000mでは6位入賞の成績を残した。
2008年10月には英国のハーフマラソン大会グレート・ノース・ランに出場し、ハーフマラソンに初挑戦。ツェガエ・ケベデに次ぐ2位となった。2009年第37回世界クロスカントリー選手権ではモーゼス・キプシロ、ゼルセナイ・タデッセを接戦の末に退け、優勝した。
2009-10年のクロスカントリーシーズンはポルトガルのオエイラスクロスカントリー国際大会で優勝したのに続き、アタプエルカ大会、ソリアクロスカントリー国際大会、アルコベンダスクロスカントリー国際大会（すべてスペイン）と勝利した。ポーランドで開催された第38回世界クロスカントリー選手権では10位となった。

## 記録
- 3000m - 7分39秒48（2005年）
- 5000m - 12分52秒80（2005年）
- 10000m - 26分52秒33（2007年）